# Синодальный период

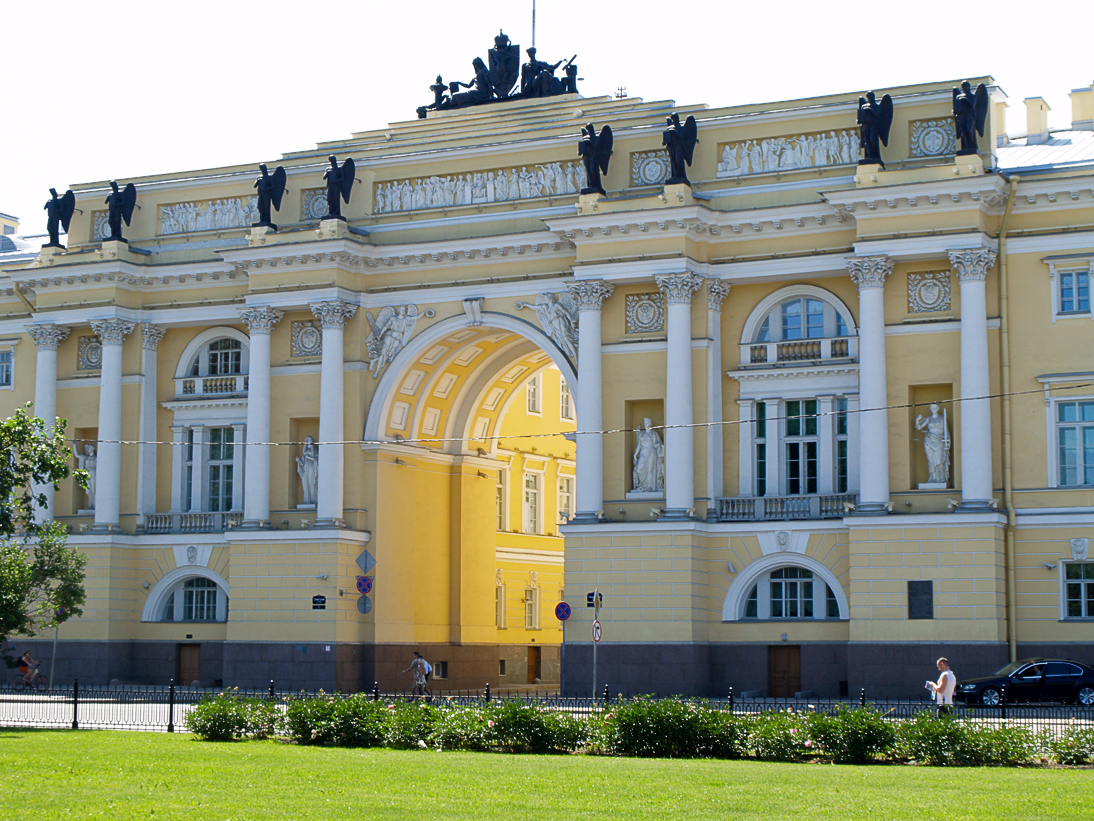
Здание Сената и Синода, Санкт-Петербург

Синода́льный пери́од — общепринятый термин в периодизации истории Русской церкви, к которому обычно относят 1700—1917 годы: два десятилетия местоблюстительства митрополита Стефана Яворского (с 1700 по 1721 год) обычно рассматривают в рамках данного периода (Пётр Знаменский, Антон Карташёв, Игорь Смолич, протоиерей Владислав Цыпин), хотя Святейшего синода, бывшего высшим органом управления православной церковью в Российской империи с 1721 года, ещё не существовало.

## Названия церкви
В данный период не существовало единообразного (официально или юридически зафиксированного) наименования православной церковной организации на территории России, и в разных источниках встречаются такие варианты, как то: Российская православная греко-кафолическая церковь, Православная кафолическая греко-российская церковь, Российская Церковь, Русская Церковь, Российская Православная Церковь, Российская Православная кафолическая Церковь, Греко-Российская Церковь, Православная Греко-российская Церковь, Российская Восточно-православная Церковь, а в XVIII веке также и Российская Церковь греческого закона. Во внутренних правительственных документах совокупность органов церковного управления, находящихся в ведении российского Святейшего Правительствующего Синода, именовалась ведомством православного исповедания. В документах Всероссийского церковного собора (1917—1918) церковь в России, как правило, именуется «Православная Российская Церковь».

## Основные процессы и тенденции
Характер управления и строя Российской церкви в данный период были заложены в ходе церковных реформ Петра I и закреплены в Духовном Регламенте 1721 года, остававшимся основным нормативным документом Церкви в России государственного происхождения.
В XVIII веке в Российской церкви наблюдались следующие социально-экономические процессы: последовательная секуляризация (отчуждение) государством земельной и иной собственности у монастырей (перевод в 1764 году монастырей на «штаты», то есть фиксированное содержание из государственной казны в зависимости от «класса» данного монастыря); обособление духовенства в замкнутое сословие, ликвидация практики избрания приходских клириков и повсеместное укоренение практики наследственного порядка замещения вакансий на приходах.
В 1860-е годы правительство предприняло некоторые шаги, несколько разрушившие замкнутость духовного сословия: в 1863 году выпускникам духовных семинарий было дозволено поступать в университеты (в 1879 году отменено); Устав гимназий от 1864 года разрешал сыновьям духовных лиц поступать в гимназии; в 1867 году была упразднена практика наследования духовных должностей; по утверждённому императором Александром II мнению Государственного совета от 26 мая 1869 года и дополнению к нему от 15 марта 1871 года, все не состоящие клириками из числа как священно-, так и церковнослужителей вместе с их потомством исключались из духовного сословия; 21 марта 1871 года было дозволено занимать церковные должности лицам всех сословий, сыновьям священников могло присваиваться личное дворянство, а сыновьям церковнослужителей — личное почётное гражданство.
С 1868 года было отменено введённое в XVIII веке деление епархий на классы: по штатам 1754 года, епархии подразделялись на первоклассные (митрополии), второклассные (архиепископства) и третьеклассные (епископства); сообразно такой классификации правящие архиереи получали преимущества чести и титула. По штатам от 27 декабря 1867 года, разделение епархий на классы упразднялось, и все они считались равными, кроме трёх митрополий: Санкт-Петербургской, Киевской и Московской, а также Грузинского экзархата; титулы архиереев обращались в их личное преимущество.

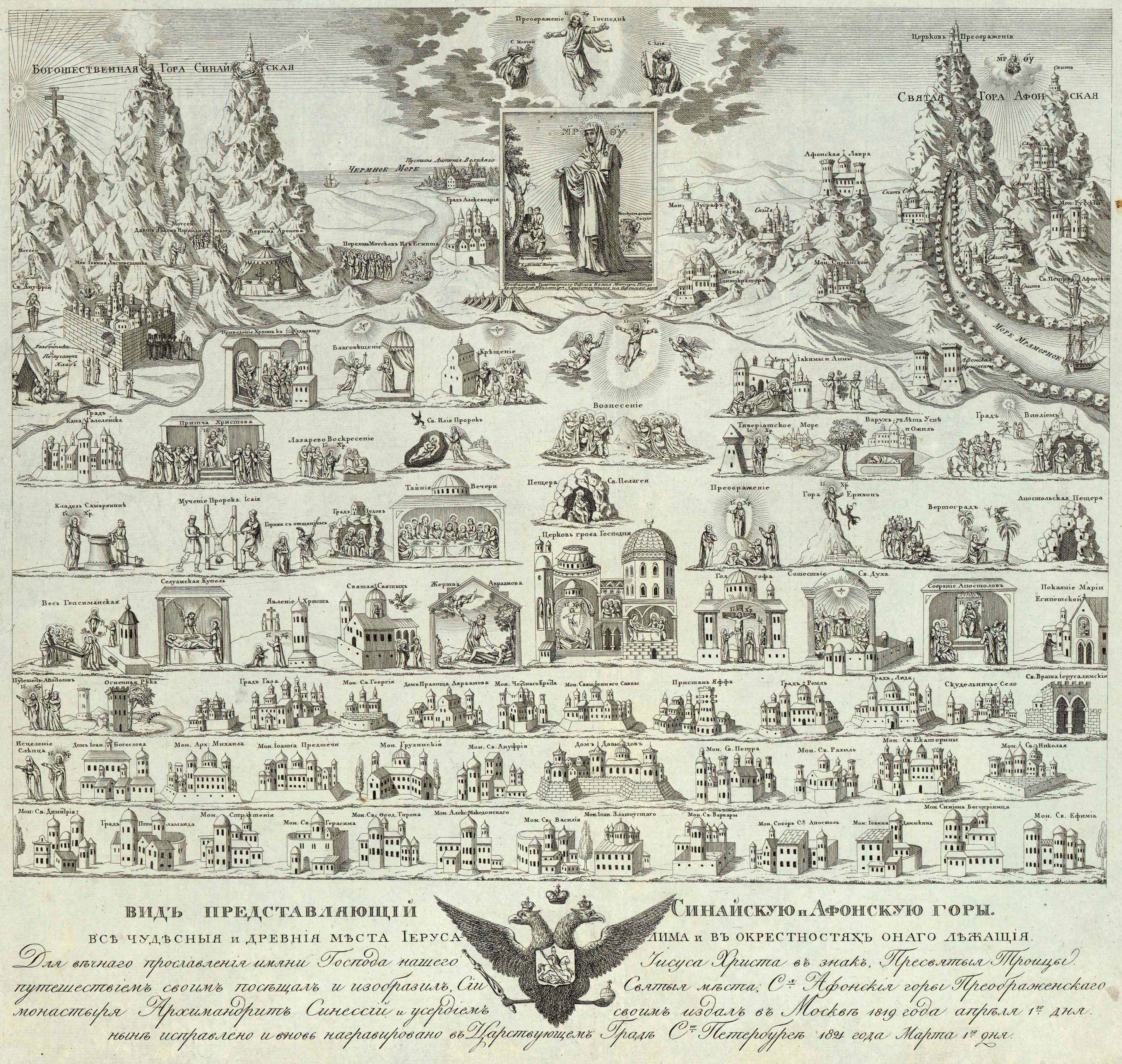
Вид представляющий Синайскую и Афонские горы. Православный лубок 1821 года.

В течение всего периода наблюдался процесс значительного территориального расширения пределов юрисдикции Российской церкви, шедший параллельно (а в Северной Америке с конца XIX века — автономно) географической экспансии Российской империи: в начале XIX века была полностью инкорпорирована (подчинена) ранее автокефальная Грузинская Церковь (оба католикосата); был создан ряд новых епархий (либо воссозданы прежде бывшие) — Санкт-Петербургская, епархии в Северо-Западном крае, Восточной Сибири, Новороссии, Галиции, Царстве Польском, Бессарабии, Туркестане, Дальнем востоке. Осуществлялась миссионерская деятельность в Китае (см. Русская духовная миссия в Пекине) и Японии.
Организованный в 1839 году церковный собор в Полоцке и обращение в 1875 году в православие униатской Холмской епархии полностью ликвидировали в России униатскую церковную организацию, возникшую вследствие Брестской унии 1596 года между частью православного (митрополия Киевская, Галицкая и всея Руси в юрисдикции Константинопольского патриархата) западнорусского населения Речи Посполитой и папством; после того в империи было дозволено только католичество латинского обряда под контролем Римско-католической духовной коллегии.
В сфере внешних сношений наблюдалось вовлечение междуцерковных контактов в русло внешней политики правительства. В половине XIX века происходила активизация сбора сведений и попыток влиять на восточные патриархаты с целью продвижения внешнеполитических целей России, в частности, разрешения Восточного вопроса, а также греко-болгарской распри. Одним из следствий стала напряжённость (порою конфликтность) в отношениях с Константинопольским патриархатом, имевшая три основные причины: 1) фактическая поддержка Россией болгар-раскольников против патриархии (но без сослужения с ними); 2) возрастающее влияние на патриархию правительства и общественного мнения Греческого королевства, где после Крымской войны были сильны антироссийские настроения вследствие влияния Англии и реакции на то, что рассматривалось греками как российский панславизм и русификация Афона; 3) ненормальность, по мнению большинства русских политиков и церковных деятелей, устройства управления патриархатом согласно «Общим уставам» 1858—1860 годов, которые предусматривали значительную роль мирян в центральном церковном правительстве.
К концу XIX века в приходской богослужебной практике окончательно закрепились специфически русские богослужебные особенности, как то партесное пение, служение утрени накануне вечером, обязательная исповедь пред причастием, фактическая отмена повечерия. В 1896 года по повелению императора Николая II не имеющие наградных крестов священники надели серебряный восьмиконечный крест, который на протяжении 200 лет фактического запрета был отличительным символом старообрядцев.

### Обособление духовенства как сословия
Решающее значение в обособлении духовенства как сословия имели требование иметь специальное духовное образование для поступления на духовную службу, узаконение практики наследственности церковных должностей и ограничение свободного выхода из состава духовенства. В 1774 году доступ в духовенство из податных сословий был запрещен Синодом. Одновременно свободный выход из духовенства был тоже запрещен. После смерти священников на их места стали назначаться епископами наследники из числа их сыновей. Если у священника не было сыновей, то место доставалось мужьям его дочерей. Если дочери были малолетними, то по выбору семейства наследников
назначался викарий, который занимал должность до замужества дочери священника.
При этом в ходе так называемых «разборов духовенства», производившихся властями в XVIII веке и первой трети XIX века, «излишние» дети духовенства переводились канцеляристами в состав бюрократии, солдатами в армию, а также в городские и сельские обыватели. Например, по итогам разбора 1786 года треть сыновей священников — 34,4 из 105,8 тыс. — была переведена в другие сословия, в том числе 28% были приписаны к канцеляристам, 67% — к городским обывателям, 5% — к крестьянам. Принудительная отдача в солдаты продолжалась до последнего разбора духовенства в 1831 года, когда 5022 сыновей священников были сданы в рекруты. Многие дети священников пополняли слой интеллигенции, если они получали светское образование: во второй четверти XIX века среди чиновников доля выходцев из духовного сословия составляла около 20%, среди преподавателей учебных заведений — 35%, среди гражданских врачей — 30%.
Если в начале XVIII века среди духовенства вообще не было лиц со специальным духовным образованием из-за
отсутствия духовных школ (священники были лишь грамотными в отличие от своих почти поголовно неграмотных прихожан), то в начале XIX века уже до трети священников окончили семинарии, а к 1860 году — 83%.
С 1722 года только Синод рассматривал все гражданские дела между духовными лицами и дела об их уголовных
преступлениях (кроме самых тяжких). Гражданские дела между духовными и светскими лицами, а также уголовные дела о тяжких преступлениях духовенства начиная с 1735 года рассматривались в светских судах лишь при обязательном присутствии особых депутатов от духовенства.
В 1860—1870-е годы был проведен ряд реформ: духовные школы стали открыты для детей из всех слоев населения, была запрещена наследственная передача церковных должностей, дети духовенства получили светский юридический статус: дети священников и дьяконов — потомственного почетного гражданства, а дети причетников — личного почетного гражданства. Также был отменен обычай, по которому мужчины из духовного сословия обязаны были жениться только на дочерях духовных лиц. За все преступления духовенство теперь подлежало светскому суду наравне с прочими лицами.

### Государственные обязанности православного духовенства
Приходские священники были обязаны вести метрические книги, составлять ежегодные отчеты о вступивших в брак, родившихся и умерших; ежегодно составлять списки раскольников и пропустивших исповедь и причастие и передавать их властям, которые штрафовали виновных; зачитывать своим почти поголовно неграмотным прихожанам вновь изданные указы (если они относились ко всему населению); исполнять роль нотариусов; доносить об уклонившихся от переписи и налогов; доносить об «открытых им на исповеди преднамеренных злодействах, если исповедающиеся в оных не раскаялись и намерения своего совершить их не отложили».

### Церковные меры по охране памятников истории и культуры
В Синодальный период были приняты меры по охране находившихся в ведении Церкви памятников истории и культуры. Синод издавал указы, предусматривавшие ограничения на использования старинных почитаемых икон в богослужениях. Так, указ Синода от 10 августа 1742 года разрешал «износить» чудотворную Феодоровскую икону Божией Матери из Успенского собора Московского кремля «кроме знатных крестохождений трижды в год».
В XIX веке был принят ряд мер по охране памятников церковной архитектуры. Указ Синода от 31 декабря 1842 года запрещал производить перестройку и заменять внутреннюю роспись древних церквей.

## Официальная периодическая печать
С 1859 года начала создаваться местная (епархиальная) периодическая (повременная) печать; первым таким изданием были «Херсонскія Епархіальныя Вѣдомости», с идеей которых выступил ранее Херсонский архиепископ Иннокентий (Борисов) († 26 мая 1857). Создание центрального официального органа сдерживалось рядом обстоятельств и соображений, в числе которых были опасения возможного вовлечения такого издания в журналистскую полемику, что стало характерной чертой журналистики периода «гласности» в царствование Александра II. С 1859 года «начальственные распоряжения по ведомству православного исповедания» — документы от имени Святейшего Синода — размещались в еженедельном журнале «Духовная Бесѣда», издававшемся при Санкт-Петербургской семинарии и в 1862 году перешедшем в частные руки протоиерея Иоанна Яхонтова.
27 ноября 1874 года Синод принял решение о печатании своих материалов в официальной части журнала «Христіанское Чтеніе» (издавался ежемесячно Санкт-Петербургской Академией с 1821 года); издание получило отдельный статус под названием «Церковный Вѣстникъ, издаваемый при Санкт-Петербургской духовной академіи: Офиціальный органъ Святѣйшаго Всероссійскаго Синода и состоящихъ при ономъ центральныхъ учрежденій» (еженедельный журнал), первый номер которого вышел в январе 1875 года. Журнал сохранял официальный статус до 1888 года; с 1916 года с подзаголовком: «<…> издаваемый Миссіонерскимъ Совѣтомъ при Святѣйшемъ Сѵнодѣ».
С 1888 до 1918 года центральным официальным органом было еженедельное издание «Церковныя Вѣдомости, издаваемыя при Святѣйшемъ Правительствующемъ Сѵнодѣ» с прибавлениями.
С января 1890 года выходил «Вѣстникъ военнаго духовенства» на одинаковых с епархиальными «Ведомостями» основаниях; в 1911 году был переименован в «Вѣстникъ военнаго и морского духовенства» и издавался до июня 1917 года.

## Оценка и значение
Протоиерей Александр Шмеман в середине XX века писал:
Спор о значении, об оценке Петровской реформы есть, можно сказать, основной русский спор. <…> Вряд ли кто будет спорить с тем, что реформа Петра была, прежде всего, резким перерывом „теократической“ традиции, сознательным и всесторонним переходом на западную установку сознания. Это было воцарение в России западного абсолютизма. <…> Канонически Синод был признан восточными патриархами и сакраментально-иерархическая структура Церкви не была повреждена. Поэтому острота реформы не в канонической её стороне, а в той психологии, из которой она вырастает. Через учреждение Синода Церковь становится одним из государственных департаментов <…> Психология эта лучше всего выражена в „Духовном Регламенте“ знаменитого Феофана Прокоповича; он переносил в Россию все основные принципы протестантизма, его понимание взаимоотношения Церкви и Государства, в котором Церковь, видимая или земная, в ту эпоху мыслится именно религиозной „проекцией“ самого государства. Этой коренной, основоположной лжи Петровской Реформы русская власть не осознала и не отвергла фактически до самой Революции 1917 года. В ней основная двусмысленность отношений между Церковью и Государством, отравившая одинаково и государственное и церковное сознание. Ибо надо подчеркнуть, что Русская Церковь, по существу, по совести, не приняла Петровской реформы. Для неё Император остался Помазанником Божиим, а само это помазание она продолжала воспринимать в категориях византийской или московской теократии. Царскую власть государство и Церковь воспринимали поэтому по-разному, исходили по отношению к ней из почти противоположных предпосылок. Византийским помазанием на Царство, то есть посвящением земного царя в служение Царя Христианского (а с этой точки зрения византийское миропомазание теоретически есть ограничение, а не абсолютизация царской власти), Русская Церковь помазывала теперь западный абсолютизм! И на один день блестящий гвардейский офицер, по „божественному“ праву крови и наследства бывший неограниченным хозяином миллионов людей, действительно, являлся византийским василевсом или московским Царём: в сакральном облачении, с крестом на голове, снова как икона священного христианского Царства. Эту икону видели в нем всегда Церковь и народ, но, начиная с Петра, её не чувствовало само государство: напротив оно целиком было построено на принципах западного абсолютизма. И вот эта разница между отношением Государства к Церкви („ведомство православного исповедания“) и отношением Церкви к Государству („Помазанник Божий“) составляет главную ложь синодального периода.Александр Шмеман
Епископ Андрей (князь Ухтомский) писал, говоря о общем состоянии церковности в русском обществе в конце синодальной эпохи: «Церковного общества у нас почти не существует. Иначе говоря, нет Церкви как общества, а имеется только толпа христиан и то лишь числящихся христианами, а на самом деле о Церкви не имеющих понятия. <…> Самая церковная молитва обратилась теперь только в служение молебнов и „панихидок“, а сколько-нибудь литургийно-общественного настроения совсем нигде нисколько не заметно. Таковы отрицательные заслуги русского цезаропапизма в истории и жизни русской церкви. Цезаропапизм боролся вообще с общественностью, поэтому сам цезарь погиб в неравной борьбе и погубил церковную общественность и изуродовал всю нашу социальную жизнь.»

## Статистика
К 1882 году православных церквей в России считалось 40 596, сверх того часовен и молитвенных домов 14 167. Всего приходского духовенства в священнослужительских должностях состояло до 45 000, в том числе свыше 37 000 протоиереев и священников и 7 000 диаконов, кроме того, число псаломщиков и причетников простиралось до 40 000 (Катков, М.Н.)
В 1914 году, по официальным данным обер-прокурора Святейшего синода, общее число представителей белого духовенства и церковнослужителей (протоиереев, священников, дьяконов и псаломщиков) составило 112 629 человек. В России также действовали 1 025 монастырей и общин: 550 мужских (с 11 845 монахами и 9 485 послушниками) и 475 женских (с 17 283 монахинями и 56 016 послушницами). Доходы церкви измерялись десятками миллионов рублей. Например, в 1913 году доход православных монастырей и архиерейских домов составил 89,5 млн руб., а расходы — 23 млн руб.
В 1917 году численность лиц православного исповедания в Империи составляла около 117 миллионов (более двух третей всего населения); имелось 67 епархий; действовало около 80.800 храмов и часовен, 1025 монастырей (с 94.629 монашествующими), 35.000 начальных церковных школ, 185 епархиальных училищ, 57 семинарий, 4 духовные академии, 34.497 библиотек; численность священнослужителей превышала 66.000 человек. На кафедрах внутри Империи находилось 150 архиереев (в том числе, 8 архиереев Грузинского экзархата). За границей (в США, Японии, Китае и Урмии) служило 7 архиереев и 20 пребывало на покое. Итого, общее число архиереев составляло 177 человек.